# キョセ・ミハル
キョセ・ミハル (トルコ語: Köse Mihal オスマン語: كوسه ميخال; 「髭なしのミカエル」の意 13世紀 - 1340年頃)は、オスマン帝国の創始者オスマン1世の台頭を支えた人物。ビザンツ帝国から離反しイスラームへ改宗してオスマン帝国に仕えた最初の重要人物（ニョケル）と考えられている。
ガーズィ・ミハル (オスマン語: غازى ميخال) 、アブドゥッラー・ミハル・ガーズィとも呼ばれ、ハルマンカヤ城 (オスマン語: خرمن قيا قلعه سى)を治めた。

## 生涯
キョセ・ミハルはもともとビザンツ帝国のヒルメンキア (ハルマンカヤ、現ハルマンキョイ）総督を務めるギリシア人だった。一説によれば、キョセ・ミハルの先祖はニカイア皇帝ヨハネス3世ドゥーカス・ヴァタツェスがアナトリアの国境防衛のために移住させたクマン人に行きつくという 。元はミカエル・コッセス (Michael Kosses）という名であった。ハルマンカヤ城は、現在のトルコ共和国ビレジク県にあるウルダー山地の麓に位置していた 。また離反時点で、ミハルはレフケ、メケジェ、アクヒサルも統治していた。
ミハルはイスラームに改宗する前からオスマン勢力の長オスマン・ガーズィ（オスマン1世）と友好関係を築いていた。戦時には、現地のギリシア人を代表してオスマン1世やその麾下の民と同盟を結び戦った。また彼はオスマン1世の外交顧問のような役回りも果たした。ミカルがイスラームへの改宗に踏み切った理由については、史料によって見解が異なっている。一説ではオスマン1世との友情からきたものだといい、また別の説では自分が改宗する夢をみたからだという。彼は1304年から1313年の間のいずれかの時点でイスラームに改宗したと考えられている。ムスリムとして彼はキョセ・ミハル・アブドゥッラーとして知られるようになった。「アブドゥッラー」は、改宗者によく選ばれるムスリム名であった。
ミハルはオスマン1世の子で後継者のオルハン1世にも外交顧問兼使節として仕え、1326年のブルサ征服に至るまで重要な役割を果たした。ミハルはオスマン帝国に帰順した最初の重要なキリスト教離反者であり、オスマン帝国が国家として発展していくためにも尽力した。ミハルの子孫はミハロール家として知られ、15世紀から16世紀にかけて活躍した。彼らはルメリアの高官の一族として、政治的にも軍事的にも成功した。しかし、最高位の公職に就くことはなかった。
ブルサ征服後、キョセ・ミハルは歴史上から姿を消す。歴史家のクロイテルは、キョセ・ミハルは1340年ごろに死去したとしている。一方で他の歴史家の中には、キョセ・ミハルがエディルネ（アドリアノープル）にテュルベ（墓廟）を自分で建ててそこに葬られたという伝説があることから、彼がムラト1世による1361年のアドリアノープル征服まで生きていたと考える者もいる。もしそうであれば、彼は相当な高齢まで生存していたことになる。ただ、こうした説を唱えた一人であるオスマン史家のフランツ・バービンガーは、キョセ・ミハルとその孫のガーズィ・ミハル・ベイを混同していたようである。ガーズィ・ミハル・ベイは1422年までにエディルネに救貧院や浴場を備えた複合施設を建設した。複合施設に隣接する墓地には、ガジ・ミハル・ベイの墓がある。

## 子孫
キョセ・ミハルは改宗後に2人の息子をもうけた。
- ミハロール・メフメト・ベイ（英語版）
  - ミハロール・ガーズィ・ミハル・ベイ
  - ミハロール・ヒズィル・ベイ
    - ミハロール・アリ・ベイ（英語版）: ワラキアのキリスト教徒貴族女性マリア・クラヨヴェシュティ（英語版）と結婚した。
      - メフメト・ベク・ミハロール

    - ミハロール・スケンデル・パシャ（英語版）
      - ヒュッレム・パシャ（英語版）
      - ムスタファ・パシャ
      - Muhsine Hatun: 大宰相パルガル・イブラヒム・パシャと結婚した。
        - メフメト・シャフ・パシャ

    - ミハロール・ガーズィ・バリ・ベイ
    - ミハロール・メフメト・ベイ
- ミハロール・ヤフシ・ベイ

## 後世への影響
ミハルの子孫 (ミハロール家 Greek: Μιχαλόγλου)は、オスマン帝国の歴史上数世紀にわたって重要な地位を獲得し続けた。
2020年12月5日、トルコ国防省はミハルの剣が現存する最も古いオスマン帝国の遺物であると認定し、イスタンブル軍事博物館に収めた。

### 映像作品
1988年のトルコのテレビシリーズKuruluş "Osmancık"では、トルコ人俳優アフメト・メキンがキョセ・ミハルを演じた。
2006年のトルコのコメディ映画Killing the Shadowsでは、セルデル・ギョクハンが演じた。
2019年から放送開始したトルコのテレビシリーズKuruluş: Osmanでは、セルハト・クルチが演じている。